# Помаки

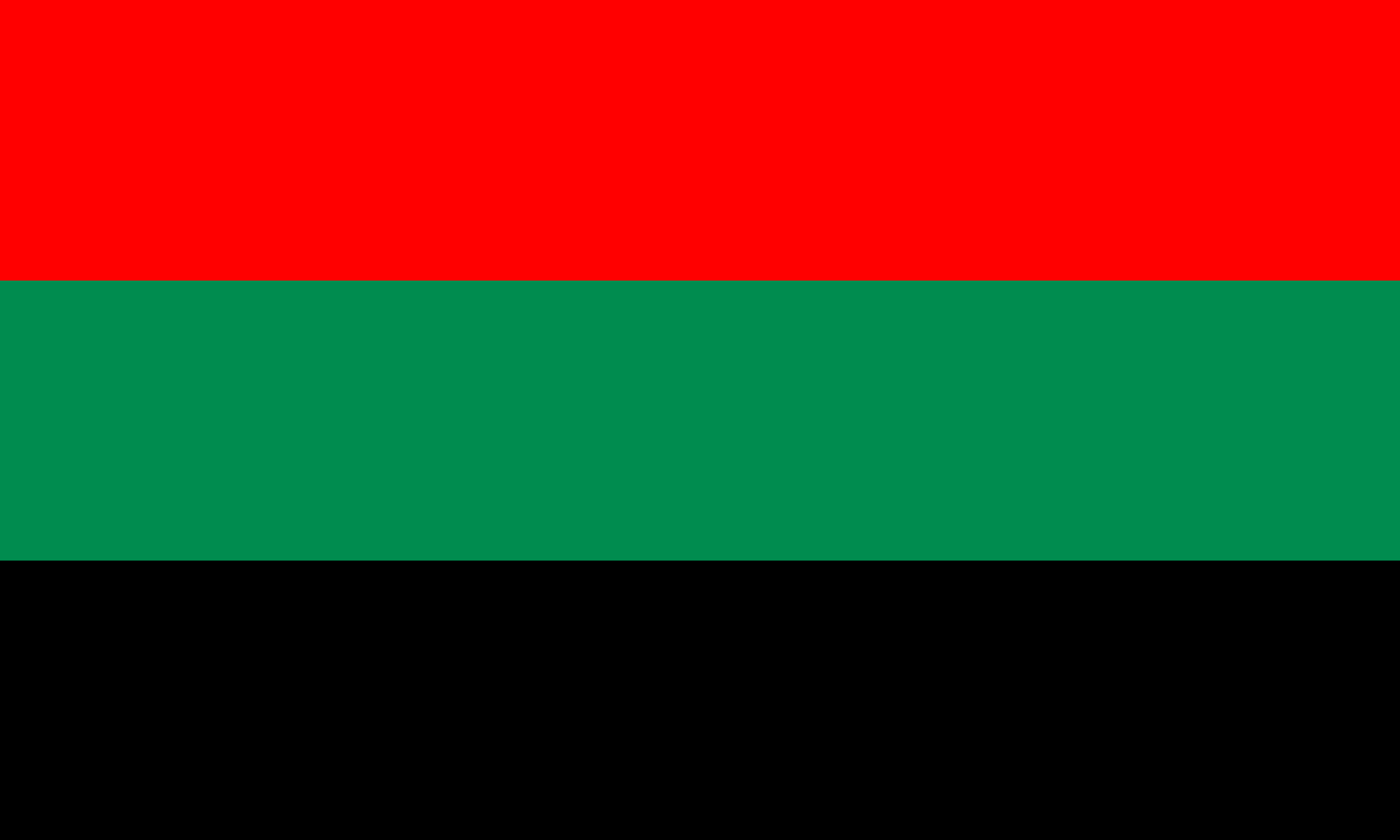
Флаг помаков

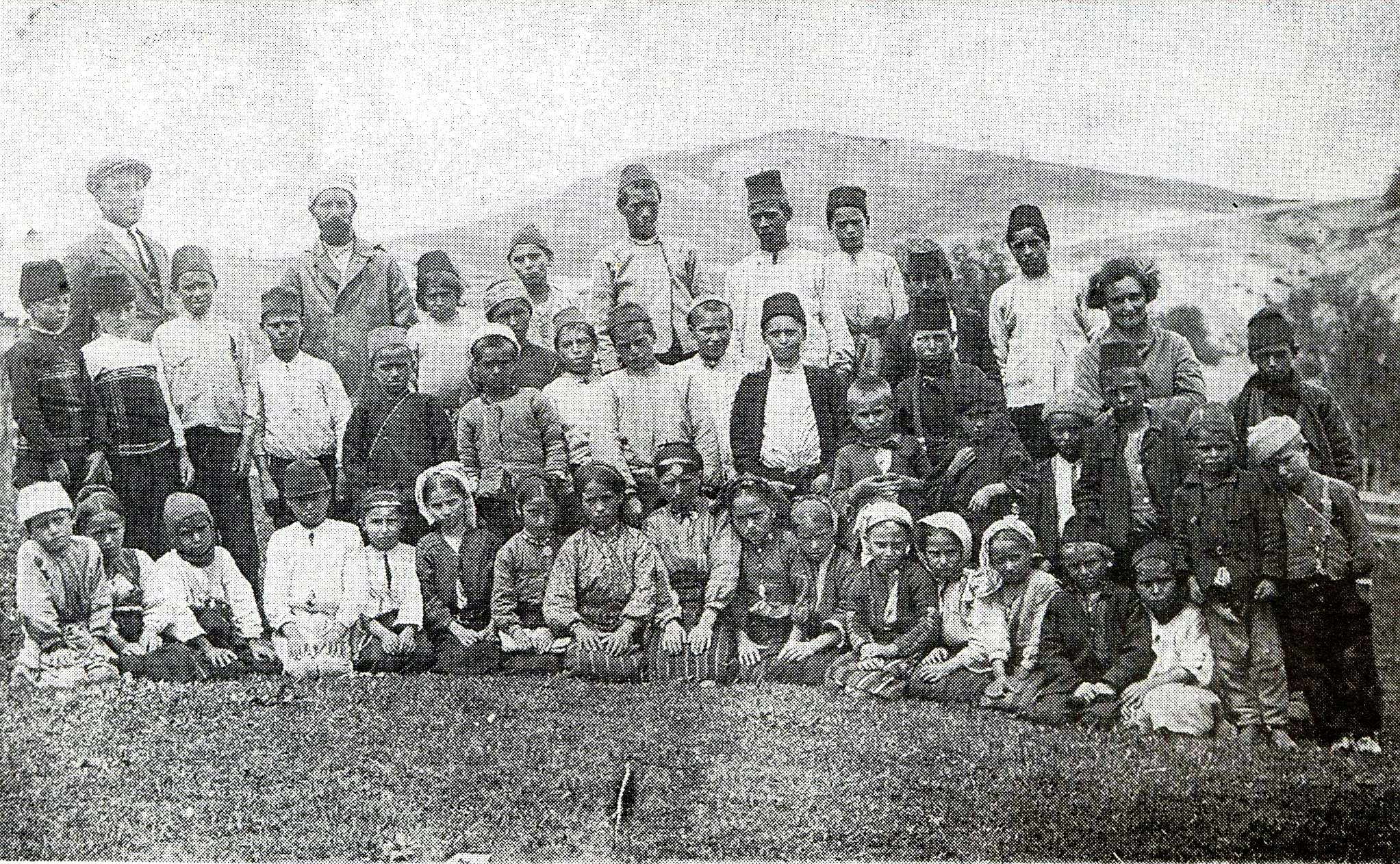
Помаки из Грашево. 1927 год.

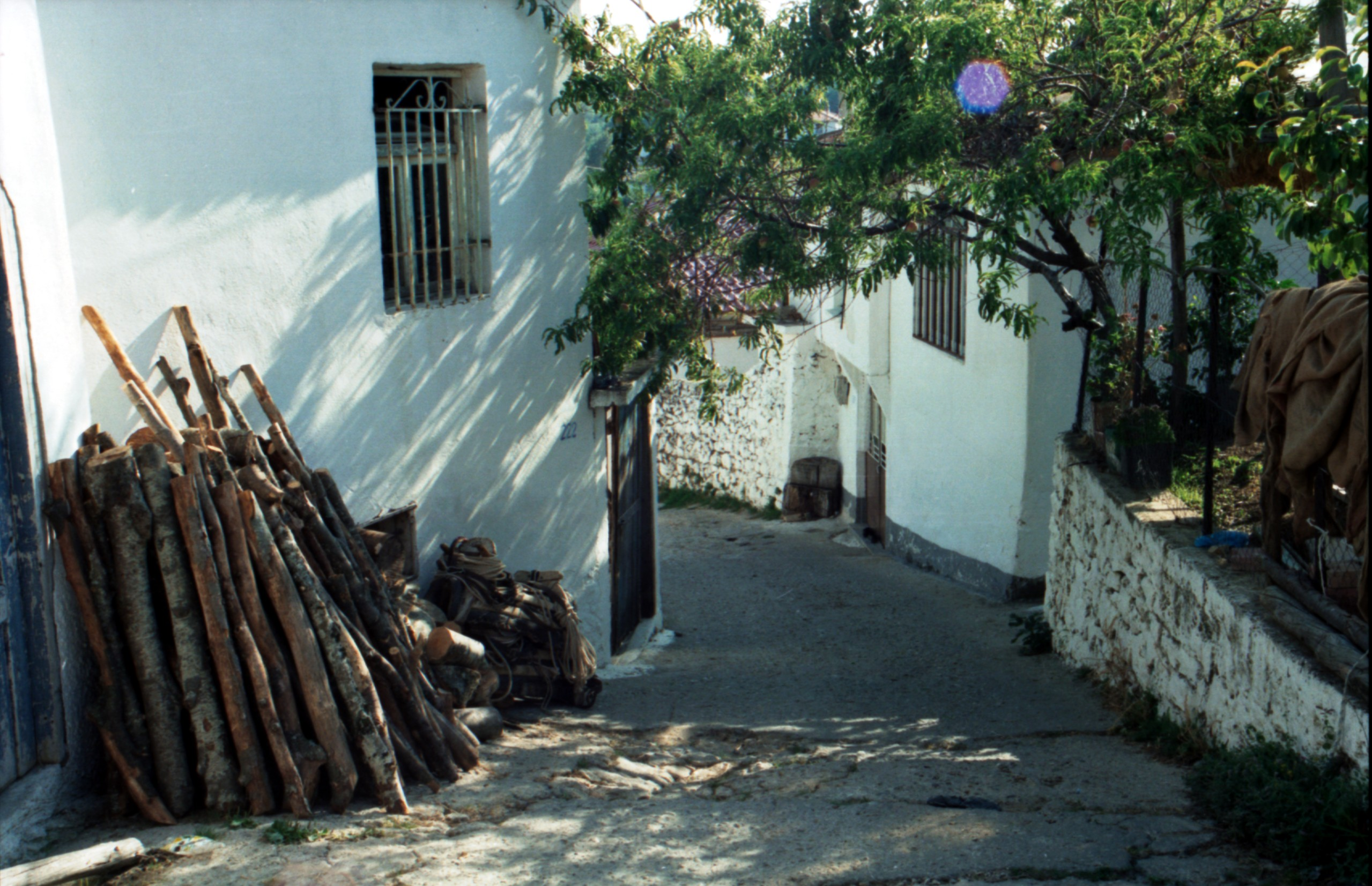
Помакская деревня в Ксанти

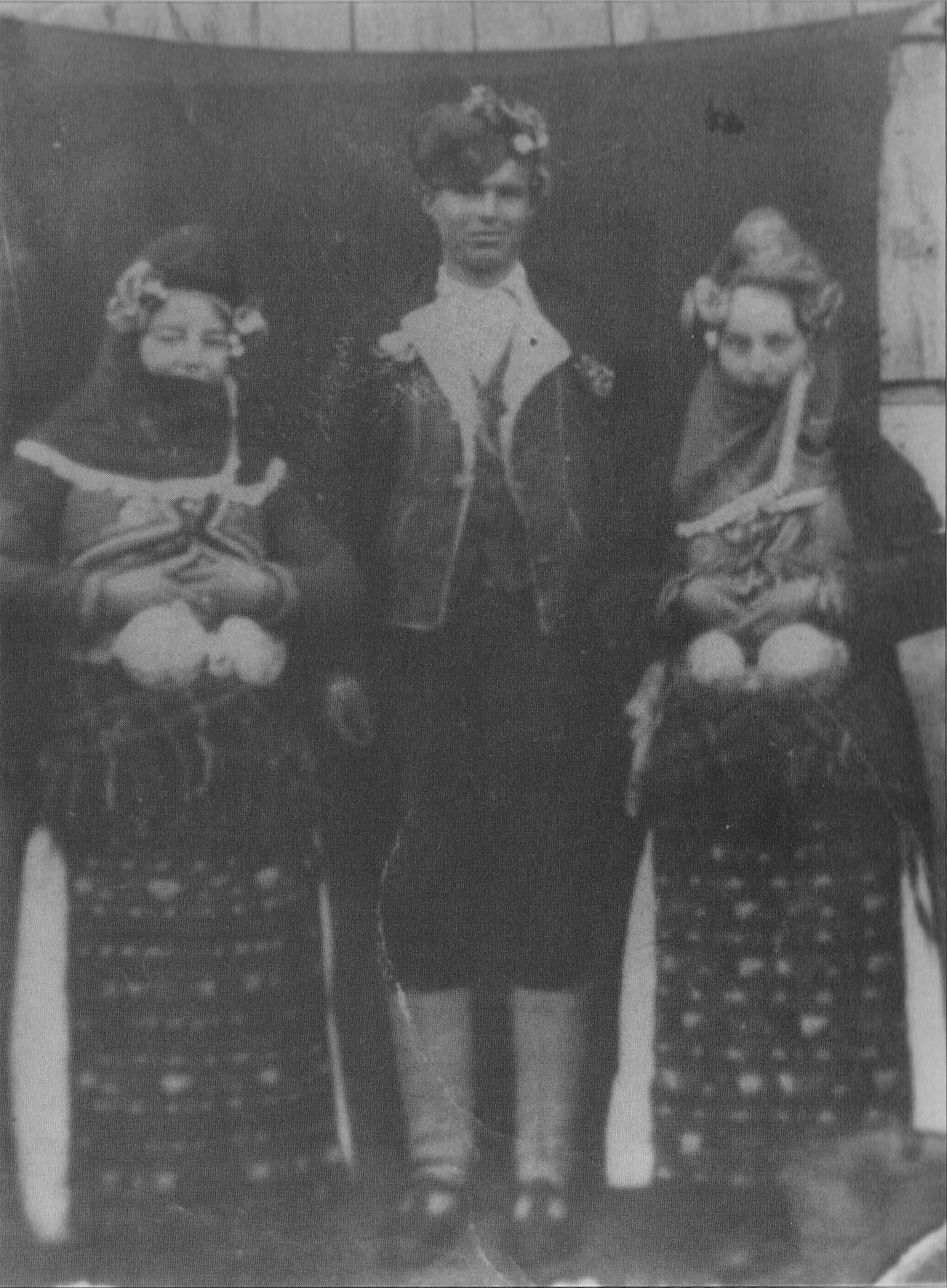
Помаки в Болгарии в начале XX века

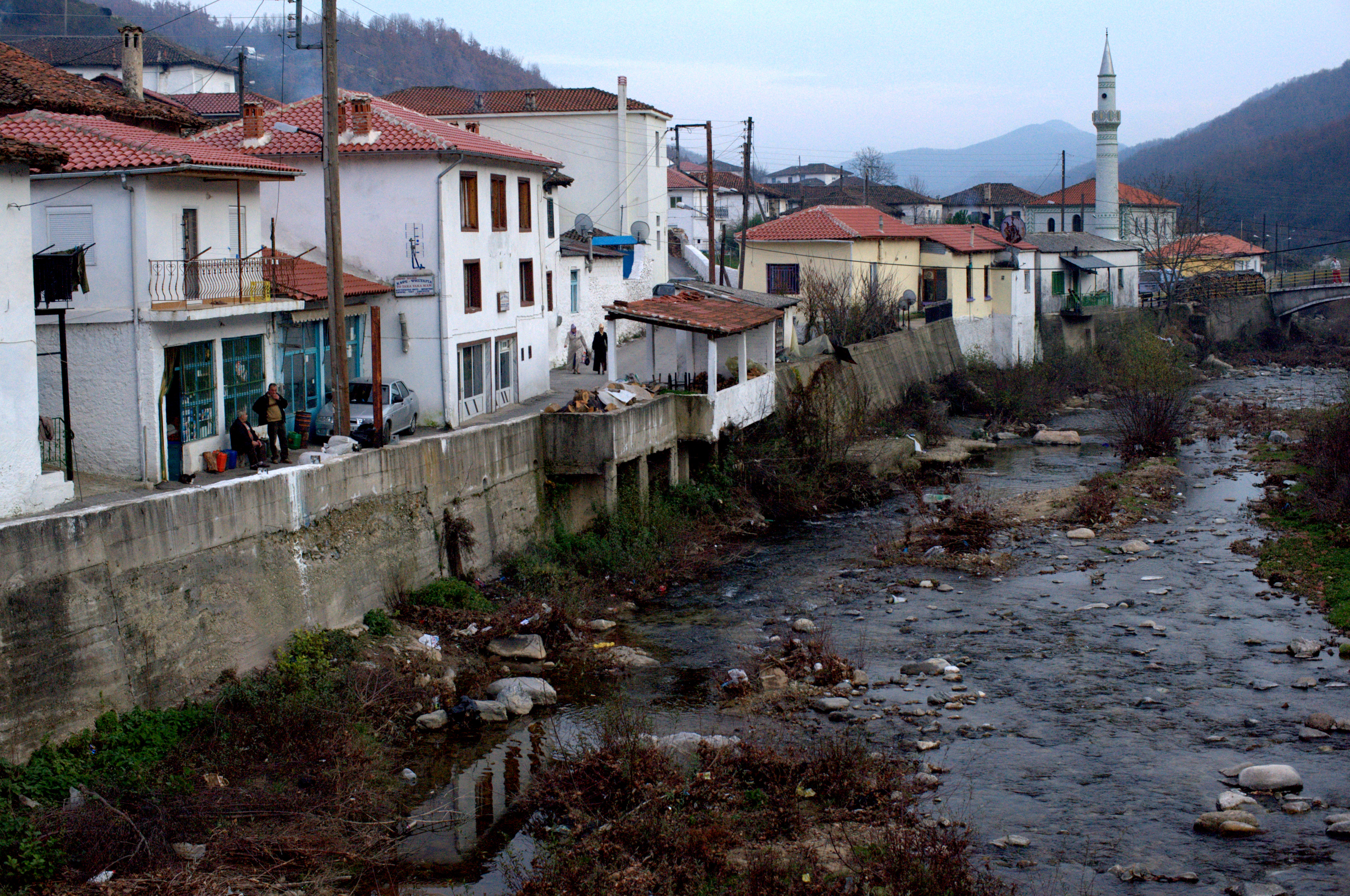
Помакская деревня Медуза, Ксанти, Фракия, Греция

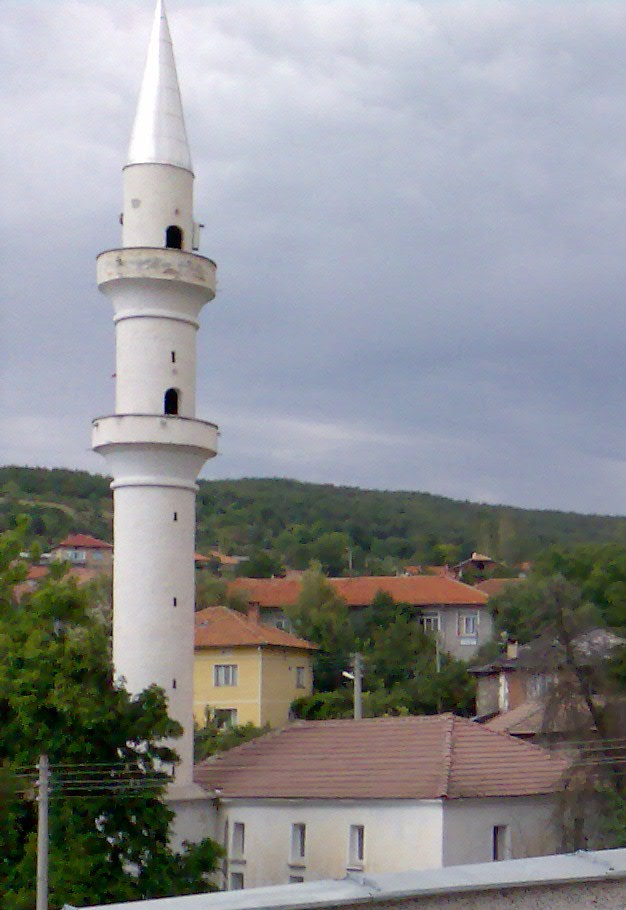
Мечеть Туховишты

Пома́ки (болг. помаци, греч. Πομάκοι, тур. Pomaklar) — наименование болгароязычной этнорелигиозной группы смешанного происхождения, проживающей на территории исторической Фракии и исповедующей ислам. Этнографическая картина помаков довольно сложна. После раздела Фракии в результате Балканских войн 1912—1913 годов между независимыми государствами Болгарией, Грецией и Турцией и её передела после Первой мировой войны, помаки стали одним из разделённых народов. Современные помаки живут преимущественно на юге и юго-востоке Болгарии, в основном в Родопских горах к югу от Пловдива и в Пиринской Македонии. Значительное количество помаков проживает также в соседних регионах Греции, особенно в номах Ксанти и Эврос (Западная Фракия). В Греции часть общины также подверглась отуречиванию во второй половине XX века. Бо́льшая часть общины в Турции ассимилирована. Общая численность по оценкам в этих трёх странах — до 500 тыс. человек.

## Происхождение
Принято считать, что по происхождению помаки — исламизированные болгары с некоторой примесью греческого, тюркского, вероятно также валашского и древнефракийского элементов. Существует и другая, менее распространённая версия, рассматривающая помаков как славянизированных турок, что маловероятно, учитывая доминирующее положение последних в Османской империи. Согласно новому мнению — они славизированные павликиане. В общих чертах помацкий народ сформировался в XIV—XIX веках, то есть во времена существования Османской империи. При этом в Османской империи, где формально признавались лишь религиозные различия населения (система миллетов), помаки считали себя турками, несмотря на стойкую сохранность славянской речи в их среде. Именно языком они и отличаются от собственно турок, а религией — от славян и греков. При этом название «помаки» — экзоэтноним, данный им православными болгарами. Слово «помак», вероятней всего, происходит от болгарского слова «помагач», что переводится как «пособник», «помощник», «помогающий туркам». (Отношение болгар к помакам как к «не своим» отражено в болгарских социально-бытовых сказках, в которых помаки, наряду с чорбаджиями, высмеиваются, выставляются в дурном свете; они пытаются обвести всех вокруг пальца, но в итоге становятся жертвами более ловких мошенников из народной болгарской среды или даже гибнут из-за собственных сумасбродных поступков.) Сами помаки традиционно именовали себя турками до начала XX века. Этническая картина региона традиционного помацкого расселения претерпевает резкие политические изменения в начале XX века. После ослабления Османской империи Греция и Болгария вводят свои войска во Фракию. Однако помацкое, а также собственно турецкое население, поднимает мятеж. Подобным образом осенью 1913 года сформировалась Гюмюрджинская республика. В конечном счёте, помаки оказываются разделены между тремя государствами: Грецией, Болгарией и Турцией. При этом их судьба в трёх странах различна.

### Турция
Восточная Фракия, населённая болгарами и помаками, оказалась в составе Турции после 1923 года. После массовой эмиграции большинства болгар, помаки, традиционно населявшие области вокруг Эдирне и многие сёла вплоть до Стамбула, оказавшись в турецком окружении, быстро ассимилировались и стали частью турецкого этноса. Так, по оценке, недавние помацкие корни имеют свыше 100 тыс. жителей современной Турции, при этом уже в 1965 году болгарским языком, по данным турецкой переписи, владело всего около 47 тыс. жителей страны. В настоящее время это число близко к нулю.
Доброжелательное отношение турок к помакам и комфортная для их микрокультурного климата Турция привела к непрерывной иммиграции помаков (как и турок Болгарии) из независимой Болгарии в Турцию, начиная с 1878 года. При этом большинство из них проживает в мегаполисах Турции (Стамбул, Бурса, Измир, города Анатолии), некоторые из них — в числе гос. служащих.

### Болгария
Положение помаков в Болгарии кардинально отличается от ситуации в Турции. После окончательного обретения независимости в 1908 году, помаки оказались в качестве мусульманского меньшинства  в преимущественно христианском государстве, вышедшем из-под исламского угнетения. Оставшиеся в Болгарии помаки при этом являются переходной (буферной) группой между собственно болгарами и проживающими в стране турками (см.: Турки в Болгарии). При этом, в отличие от Турции, помаки демонстрируют некоторую внутриэтническую замкнутость общины и желание сохранить традиционный сельский уклад в местах компактного проживания к югу от Пловдива.

### Греция
Ситуация с языком, культурой и этническим самосознанием помаков в Греции ещё более запутана. В современной Греции болгароязычные мусульмане проживают в области Западная Фракия (в номах Ксанти, Родопи и Эврос). Греко-турецкий обмен населением не затронул помаков-мусульман. (Большинство правоверных мусульман покинуло Грецию после Балканских и Первой мировой войн). При этом помаки Греческой Македонии были включены в этот насильственный обмен, навязанный Греции кемалистами и союзными державами (см.: Лозаннский мирный договор). Согласно тексту Лозаннского договора, единственным официально признанным меньшинством Греции являются не помаки или турки, а мусульмане (см.: Мусульмане в Греции). В действительности мусульманская община региона состоит из турок, помаков и цыган, а также мегленорумын, говорящих на разных языках. Несмотря на это, на протяжении десятилетий и под давлением западных союзников в годы холодной войны официально Греция признавала лишь турецкий язык, который и использовался в образовании мусульман на севере страны. Поэтому помацкая общность на территории Греции оказалась отуречена, однако не поголовно, а лишь в тех сёлах, где местные старосты занимали активную протурецкую позицию.
Таким образом, политика правительства Греции первых десятилетий, хотя оно и вовсе не стремилось к этому, привела к усилению турецкого языка и культуры в помацком регионе во второй половине XX века. Турция со своей стороны пытается представить всё мусульманское население Западной Фракии турками. Впоследствии, осознав допущенную ошибку и пытаясь хоть как-то исправить создавшееся положение, греческие власти постепенно после 1990, и особенно после 1996 года, начали поощрять рост собственного самосознания помаков, сохранение их языка. Примечателен тот факт, что в тех помацких сёлах, где местные старосты занимают прогреческую позицию, помацкое население при хорошем владении греческим и турецким языками, хорошо сохраняет и свой родной язык и передаёт его детям.
По переписи 2001 года в Греции помаками себя признали 16 тыс. человек, в том числе:
- 11 тыс. в номе Ксанти (10 % населения);
- 5 тыс. в номе Родопи (4 % населения);
- 2 тыс. в номе Эврос (2 % населения).

При этом 74 тыс. человек в Западной Фракии объявили турками, в том числе:
- 20 тыс. в номе Ксанти;
- 52 тыс. в номе Родопи;
- 2 тыс. в номе Эврос.

При этом, по оценке до трети тех, кто назвали себя турками, на самом деле являются помаками.
В современной Греции помаками предпринимаются попытки создать свою литературную норму — помакский язык.

### Северная Македония и Албания
Существует небольшое количество помаков в Македонии и Албании. Также в западных районах Северной Македонии и в Албании проживает близкая помакам славяноязычная группа, известная как то́рбеши. Близка она тем, что обе эти группы по языку принадлежат к восточной подгруппе южнославянских языков и исповедованию мусульманской веры (в принципе, как болгары и македонцы, только у этих народов вера православная). При этом некоторые авторы, не считая македонцев отдельным народом, соответственно не отделяют торбешей от помаков. Некоторые сербские авторы также называли часть проживающих в Вардарской Македонии славяноязычных мусульман помаками.
Российский славист Афанасий Селищев утверждал, что торбешами зовут болгар-потурченцев в Дебрском, в Скопском и в Положском краях.

## Язык и антропология
Большинство помаков в Болгарии говорят на различных диалектах болгарского языка .
Советский и греческий антрополог А. Пулианос утверждал, что «антропологическое единство к югу от Балканского хребта и до южного побережья острова Крит поразительно и прерывается только антропологическим островком в Родопских горах, в местах проживания помаков. Антропологическое единство от сегодняшней болгарской Стара-Загора и до Крита неизменно как минимум с бронзового века, независимо от сегодняшних языков и религий носителей этого антропологического типа».